# بیبو (نیومکزیکو)
بیبو، نیومکزیکو (به انگلیسی: Bibo) یک منطقهٔ مسکونی در ایالات متحده آمریکا است که در شهرستان سیبولا، نیومکزیکو واقع شده‌است. بیبو ۲۳٫۱۷ کیلومتر مربع مساحت و ۱۴۰ نفر جمعیت دارد و ۱٬۸۹۴٫۹۶ متر بالاتر از سطح دریا واقع شده‌است.